# Under Texas Skies
Under Texas Skies è un film del 1940 diretto da George Sherman.
È un film western statunitense con Robert Livingston, Bob Steele e Rufe Davis. Fa parte della serie di 51 film western dei Three Mesquiteers, basati sui racconti di William Colt MacDonald e realizzati tra il 1936 e il 1943.

## Produzione
Il film, diretto da George Sherman su una sceneggiatura di Anthony Coldeway e Betty Burbridge con il soggetto dello stesso Coldeway (basato sui personaggi creati da William Colt MacDonald), fu prodotto da Harry Grey per la Republic Pictures e girato nel ranch di Corriganville a Simi Valley e nell'Iverson Ranch a Chatsworth in California nell'agosto del 1940. Il titolo di lavorazione fu Arizona Skies. Bob Steele e Rufe Davis sostituiscono Duncan Renaldo e Raymond Hatton che avevano interpretato i ruoli di "Tucson" e "Lullaby" nei film precedenti.

## Distribuzione
Il film fu distribuito negli Stati Uniti nel 1940 al cinema dalla Republic Pictures. È stato distribuito anche in Brasile con il titolo O Filho do Delegado e in Danimarca con il titolo Overfaldet i ørneklipperne.

## Promozione
La tagline è: "A RAIDER-BUSTIN' Buckeroo in a ROARIN' ROUND-UP OF BLAZIN' Action!".